# Gerry Marsden

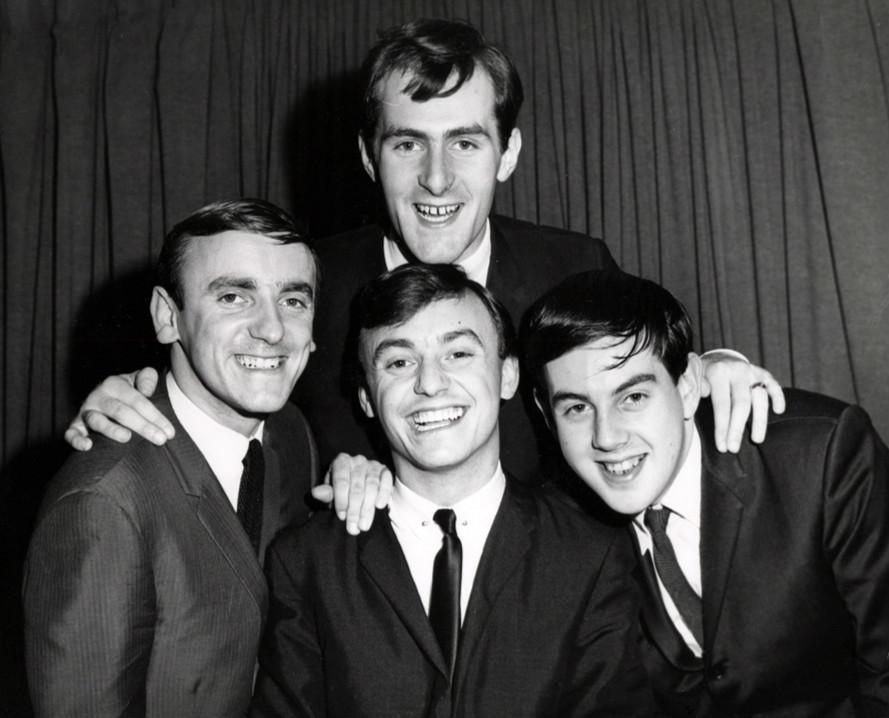
Gerry & the Pacemakers in 1964: v.l.n.r.
Freddie Marsden, Gerry Marsden, Les Chadwick, bovenaan Les Maguire.

Gerard Marsden (Liverpool, 24 september 1942 – aldaar, 3 januari 2021) was een Britse popzanger en televisiepersoonlijkheid. Hij was leadzanger van Gerry & the Pacemakers.

## Biografie
Marsden werd geboren als zoon van Frederick Marsden en Mary McAlindin. Zijn interesse in muziek begon al op jonge leeftijd. Hij herinnerde zich dat hij bovenop een schuilkelder Ragtime Cowboy Joe stond te zingen en dat hij goed werd ontvangen door de toeschouwers.
Gerry & the Pacemakers
Gerry & the Pacemakers richtte hij op in 1959, samen met zijn broer Freddy, die de drummer werd. De groep heette eerst Gerry Marsden and the Mars Bars, maar die naam moest veranderd worden na bezwaar van de producent van de Marsrepen. Ze waren, na The Beatles, de tweede groep gecontracteerd door manager Brian Epstein en bleven een van diens favoriete groepen. Hun eerste single How Do You Do It? (1963), meteen hun eerste #1-hit, werd aanbevolen door producer George Martin, nadat hij deze eerst aan The Beatles had aangeboden. Het nummer werd opgenomen in de Abbey Road Studios en uitgebracht bij Columbia Records van EMI Music. Marsden zei dat het nummer er in vier of vijf takes op stond. De tweede #1 van de band was I Like It, gevolgd door You'll Never Walk Alone. Andere singles waren It's Gonna Be Alright, I'm the One, Don't Let the Sun Catch You Crying en Ferry Cross the Mersey. Deze laatste titel verwijst ook naar de muziekfilm die ze in 1965 maakten op een scenario van Tony Warren.
Na de Pacemakers
Nadat de Pacemakers in oktober 1966 uit elkaar waren gegaan, had Marsden een bescheiden televisiecarrière en speelde hij in de West End-musical Charlie Girl naast Derek Nimmo en Anna Neagle.
Marsden had in de jaren tachtig twee nummer-1 hits in de hitlijsten met heropnamen van twee van zijn oude hits, waarbij alle winst naar een goed doel ging. In 1985, na de Bradford City-stadionramp waarbij 56 mensen omkwamen, vormde hij met muzikanten, zangers en radio-diskjockeys de gelegenheidsband The Crowd om een nieuwe versie van You'll Never Walk Alone op te nemen. Op 18 april 1989, drie dagen na de Hillsboroughramp waarbij uiteindelijk 96 Liverpool FC-fans stierven als gevolg van hun verwondingen, bundelde hij zijn krachten met Paul McCartney, The Christians, Holly Johnson en zijn productietrio Stock, Aitken & Waterman voor een nieuwe versie van Ferry Cross the Mersey. Hij kreeg daarvoor de titel Member of the British Empire (MBE).
In 1993 publiceerde Marsden zijn autobiografie I'll Never Walk Alone, geschreven in samenwerking met de voormalige Melody Maker-redacteur Ray Coleman. Op basis hiervan werd zelfs een musical gemaakt:"Gerry cross the Mersey".
Marsden overleed op 78-jarige leeftijd na een kort ziekbed.

## Privéleven
In 1965 trouwde Marsden met Pauline Behan. Ze kregen twee dochters.
Op 15 september 2003 onderging Marsden een hartoperatie met drievoudige bypass in het Broad Green Hospital in Liverpool. Hij onderging een tweede hartoperatie in 2016. In november 2018 meldde hij dat hij zich terugtrok.

## Discografie
- 1967: Please Let Them Be/I'm Not Blue (CBS)
- 1967: Gilbert Green/What Makes Me Love You (CBS)
- 1968: Liverpool/Charlie Girl (uitgebracht als Gerry Marsden & Derek Nimmo, CBS)
- 1968: In The Year of April/Every Day (NEMS Enterprises)
- 1969: Every Little Minute/In Days of Old (NEMS)
- 1971: I've Got My Ukulele/What a Day (Decca)
- 1972: Amo Credo / Come Break Bread (Phoenix)
- 1974: They Don't Make Days Like That Any More / Can't You Hear the Song? (DJM Records)
- 1975: Your Song / Days I Spent With You (DJM)
- 1976: My Home Town / Lovely Lady (DJM)
- 1988: The Rose / You Are My Everything (PACE 100)
- 1989: Ferry Cross the Mersey (met Paul McCartney, The Christians, Holly Johnson, & Stock Aitken Waterman)
- 2012: He Ain't Heavy, He's My Brother (als deel van de Justice Collective)